# 草野直哉
草野 直哉（くさの なおや、2001年6月25日 - ）は、熊本県宇土市出身で、伊勢ヶ濱部屋所属の現役大相撲力士。本名同じ。最高位は東前頭14枚目（2025年7月場所）。

## 来歴

### 大相撲入門前
相撲は5歳の時に宇土少年相撲クラブで始めた。宇土市立鶴城中学校では3年次に中学生横綱のタイトルを獲得した。文徳高校では3年次には全国高校総体準優勝、世界ジュニア選手権団体優勝。高校卒業後は日本大学文理学部社会学科に進学して日本大学相撲部に入部し、4年次に全国学生相撲選手権大会個人優勝（学生横綱）など全部で9の個人タイトルを獲得した。

### 大相撲入門後
大学卒業後は中学、高校、大学の先輩である川副と同じ宮城野部屋に入門する予定だったが、入門直前に宮城野部屋が閉鎖されたため、宮城野部屋関係者の転属先となった伊勢ヶ濱部屋に入門した。2023年度の学生横綱のため幕下最下位（60枚目）格付出が承認されて、2024年5月場所で初土俵を踏んだ。初土俵の場所から兄弟子の横綱照ノ富士の付け人を務めた。初土俵の場所は初日から6連勝とするも、最後の相撲で高校の先輩の藤青雲に負けて6勝1敗で取り終えた。翌7月場所では、14日目の西ノ龍との一番で左からの強烈な張り手を浴びて一時は意識不明となり、担架で土俵を離れて救急車で名古屋市内の病院に緊急搬送される場面もあったが、翌日には照ノ富士の付け人の仕事に復帰した。
幕下15枚目以内の東幕下7枚目で迎えた11月場所は場所前の稽古中に左肩を痛める怪我を抱えた中で4勝3敗で勝ち越した。
2025年1月場所は西幕下3枚目で迎え、デビュー場所から付け人を務めて何度も胸を借りてきた横綱・照ノ富士が引退を発表した6日目、初めての十両の土俵で木竜皇相手に3勝目を挙げると「横綱の1枠空いたので、ここで関取昇進を決めたい」と話し、6番相撲で荒篤山に勝利し勝ち越しを決めたものの、7番相撲で十両大奄美に敗れ4勝3敗に終わる。十両に上がれない可能性もある成績だったが、同月29日の番付編成会議で、十両からの陥落者4人に加え、照ノ富士が引退した分の枠に滑り込む形で、翌3月場所での新十両昇進が決定した。前年夏場所の幕下最下位格付け出しデビューから所要5場所、日大出身では前年初場所の尊富士以来59人目の関取、元学生横綱としては、前年夏場所の阿武剋に続いて計33人目の新十両昇進となった。
西十両14枚目で迎えた3月場所、初日から10連勝し、1場所15日制となって以降の新十両力士の初日からの連勝記録9を更新し最長連勝記録を樹立。翌日も剣翔に勝って連勝を伸ばし、12日目、3敗で追う4人のうち志摩ノ海、日翔志、英乃海が先に敗れ、もう1人の3敗力士狼雅との直接対決に土俵際逆転の下手投げで勝利、新十両初日からの連勝記録を12に伸ばすとともに12日目にして十両優勝。12日目の十両優勝決定は、1977年3月場所の琴乃富士以来48年ぶり、1場所15日制では最速タイ、また新十両の初日からの12連勝は、1場所11日制時代の1929年1月場所で11連勝した後の第33代横綱・武藏山を上回る最長記録となった。続く13日目の取組で、嘉陽を土俵際まで追い詰めながら逆転の送り出しで敗れ、連勝は12で止まった。それでも最終的には14勝1敗の成績で取り終え、新十両での14勝1敗は第46代横綱・朝潮、遠藤に続いて史上3人目の快挙となった。翌5月場所も、13勝2敗で2場所連続2度目の十両優勝を飾った。この場所は大の里（当時大関）も連覇を達成しており、2場所連続で幕内、十両で同じ力士が優勝する快挙（過去の例で幕内の連覇力士はいずれも横綱であり、十両力士と横綱以外の幕内力士の同時連覇は初）を果たした。
7月場所で新入幕を果たした際、会見で丁髷姿を初披露し、「力士になった実感が湧いてくる」とコメントし、番付表を手に「名前が大きく載っていたので、出世したなとうれしく思う」と笑顔を見せた。更に、元横綱照ノ富士の伊勢ヶ濱親方から全勝指令を受けた。この場所は千秋楽まで優勝争いに加わり、最終的に11勝4敗で取り終えて敢闘賞と技能賞を受賞した。

## 人物
- 家族は、両親と兄。父は元競輪選手の草野真一（2009年1月引退）で、現在は焼肉店を経営[18]。
- 同部屋の川副とは保育園の頃からの幼なじみ。宇土市立花園小学校、宇土市立鶴城中学校、文徳高校、日本大学と同じ道を歩んだ[2]。

## 主な成績
2025年7月場所終了現在

### 通算成績
- 生涯戦歴：62勝18敗（8場所）
- 通算勝率：.775
  - 幕内戦歴：11勝4敗（1場所）
  - 幕内勝率：.733
  - 十両戦歴：27勝3敗（2場所）
  - 十両勝率：.900
    - 新十両成績：14勝1敗（遠藤と並び歴代1位タイ）

  - 幕下戦歴：24勝11敗（5場所）
  - 幕下勝率：.685
- 新十両場所での初日からの連勝：12（歴代1位）

### 各段在位場所数
2025年7月場所終了現在
- 通算在位：8場所
  - 幕内在位：1場所
  - 十両在位：2場所
  - 幕下在位：5場所

### 各段優勝
- 十両優勝：2回（2025年3月場所・5月場所）

### 三賞
- 敢闘賞：1回（2025年7月場所）
- 技能賞：1回（2025年7月場所）

### 場所別成績
| | 一月場所 初場所（東京） | 三月場所 春場所（大阪） | 五月場所 夏場所（東京） | 七月場所 名古屋場所（愛知） | 九月場所 秋場所（東京） | 十一月場所 九州場所（福岡） |
| --- | ----------------------- | ----------------------- | ----------------------- | --------------------------- | ----------------------- | --------------------------- |
| 2024年 （令和6年） | x                       | x                       | 幕下付出60枚目 6–1      | 西幕下29枚目 5–2            | 西幕下17枚目 5–2        | 東幕下7枚目 4–3             |
| 2025年 （令和7年） | 西幕下3枚目 4–3         | 西十両14枚目 優勝 14–1  | 西十両筆頭 優勝 13–2    | 東前頭14枚目 11–4 敢技      | x                       | x                           |
| 各欄の数字は、「勝ち-負け-休場」を示す。 優勝 引退 休場 十両 幕下 三賞：敢=敢闘賞、殊=殊勲賞、技=技能賞 その他：★=金星 番付階級：幕内 - 十両 - 幕下 - 三段目 - 序二段 - 序ノ口 幕内序列：横綱 - 大関 - 関脇 - 小結 - 前頭（「#数字」は各位内の序列） |                         |                         |                         |                             |                         |                             |

## 幕内対戦成績
2025年7月場所終了現在
| 力士名 | 勝数 | 負数 | 力士名 | 勝数 | 負数 | 力士名 | 勝数 | 負数 | 力士名 | 勝数 | 負数 |
| ------ | ---- | ---- | ------ | ---- | ---- | ------ | ---- | ---- | ------ | ---- | ---- |
| 安青錦 | 1    | 0    | 朝紅龍 | 1    | 0    | 宇良   | 1    | 0    | 嘉陽   | 1    | 0    |
| 霧島   | 1    | 0    | 琴栄峰 | 1    | 0    | 琴勝峰 | 0    | 1    | 獅司   | 1    | 0    |
| 隆の勝 | 0    | 1    | 髙安   | 0    | 1    | 美ノ海 | 1    | 0    | 英乃海 | 1    | 0    |
| 藤ノ川 | 1    | 0    | 御嶽海 | 1    | 0    | 若隆景 | 0    | 1    |        |      |      |

## 改名歴
- 草野 直哉（くさの なおや）2024年5月場所 -